# Mormidea
Mormidea es un género perteneciente a la familia de los pentatómidos. Se distribuye en el Nuevo Mundo, principalmente es neotropical, con algunas especies en los Estados Unidos. De acuerdo con la descripción original, Mormidea viene del griego «μορμω»» 'fantasma' y «ιδεα»» 'apariencia'.

## Lista de especies
El género Mormidea cuenta con las siguientes especies:
- Mormidea angustata
- Mormidea collaris
- Mormidea cubrosa
- Mormidea discoidea
- Mormidea faisana
- Mormidea laevigata
- Mormidea lugens
- Mormidea lunara
- Mormidea notulata
- Mormidea pama
- Mormidea pictiventris
- Mormidea polita
- Mormidea ypsilon